# John Ernest Walker
John Ernest Walker (Halifax, 7 gennaio 1941) è un chimico britannico, premio Nobel per la chimica nel 1997 insieme a Paul Delos Boyer per le scoperte riguardo al meccanismo enzimatico di sintesi dell'ATP; e a Jens Christian Skou che scoprì la prima pompa sodio-potassio..

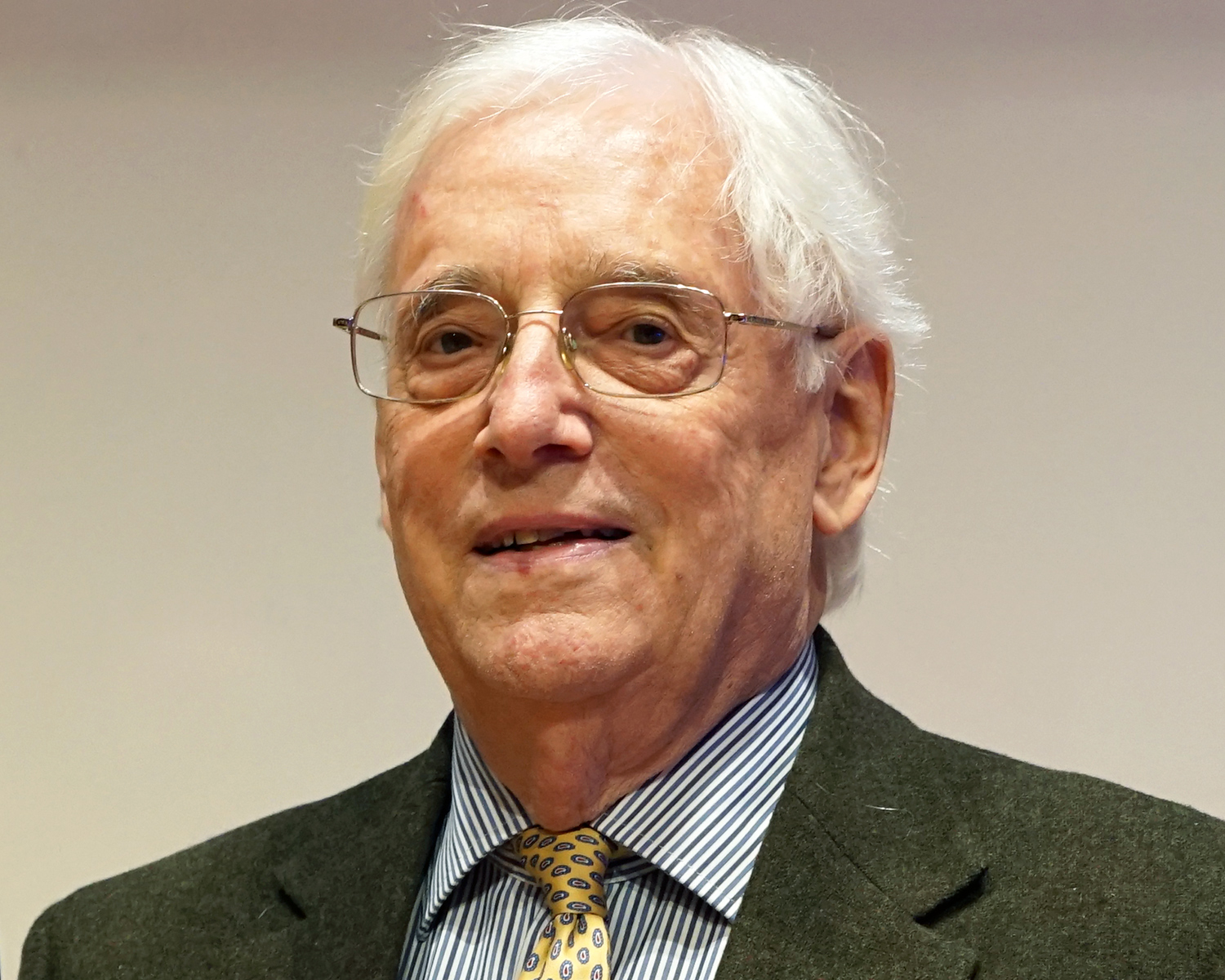
John Ernest Walker (2018)

Attualmente è il direttore del Dunn Human Nutrition Unit di Cambridge. Ha vinto la Medaglia Copley nell'anno 2012.